# Statue d'Henri IV et hôtel de la Monnaie, matin, soleil
Statue d'Henri IV et hôtel de la Monnaie, matin, soleil est un tableau réalisé en 1901 par le peintre français Camille Pissarro.

## Description
Cette peinture à l'huile sur toile représente la statue d'Henri IV, Place Dauphine et au second plan l'Hôtel de la Monnaie et la coupole de l'Institut de France.
Le tableau fait partie d'une série de 26 tableaux réalisés entre le 31 octobre 1901 et le 17 mai 1902, représentant la vue depuis l'appartement occupé par le peintre, 28, place Dauphine à Paris,.
La signature C. Pissarro et la date 1901 sont placées en bas à gauche.

## Histoire
Le tableau fait partie de la donation de Pierre-Maurice Mathey, en 2004, de dix peintures provenant de la collection de son grand-père par alliance, l’amateur havrais Olivier Senn (1864-1959). Le tableau est conservé au musée d'Art moderne André-Malraux.